# Nokia N75
Nokia N75 - это смартфон от компании Nokia. В нем используется Series 60 3rd Edition Symbian OS. AT&T Mobility является оператором N75 в Соединенных Штатах. Он был создан специально для североамериканского рынка 3G, поддерживая WCDMA 850/1900 частот; однако, он также был доступен в других странах, например, в Великобритании.

## Технические характеристики
| Характеристика                          | Спецификация |
| --------------------------------------- | --- |
| Форм-фактор                             | Раскладушка |
| Операционная система                    | Symbian OS v9.1, S60 Third Edition |
| Процессор                               | TI OMAP 1710 ARM-926 220 МГц |
| Память                                  | 50 Мб встроенной, расширяемой с помощью MicroSD. Слот |
| Частоты GSM                             | 850/900/1800/1900 МГц |
| GPRS                                    | Да |
| EDGE (EGPRS)                            | Да |
| WCDMA                                   | Да (850/1900 МГц) (Северная Америка и Австралия) |
| Внутренний экран                        | TFT Матрица, диагональ 2,4", 16 млн. цветов, 240x320 пикселей |
| Внешний экран                           | TFT Матрица, диагональ 1,36", 262 144 цветов, 128x160 пикселей |
| Камера                                  | 2.0 mpx (матрица: Toshiba CMOS, F/3, 5 mm), светодиодная вспышка, 20-кратный цифровой зум, Exif. |
| Запись видео                            | Видео: MPEG-4 H.263 VBR CIF (352 x 288) @ 15 кадров/с ; Аудио: AAC Low Complexity (1 канал, 16 бит, 48 кГц, 72 кбит/с)                                                                                                   |
| Мультимедийные сообщения                | Да |
| Видеозвонки                             | Нет |
| Push to talk                            | No |
| Поддержка приложений                    | Java (MIDP 2.0), 3D API (JSR-184) |
| Слот для карт памяти                    | Да, microSD, до 2 Гб, горячая замена |
| Bluetooth                               | Да, 2.0 EDR (3 Мбит/с) |
| Инфракрасный порт                       | Да |
| \| Поддержка кабеля для передачи данных | Да, Pop-Port, USB 2.0. Полная скорость, поддерживает режим хранения данных |
| Браузер                                 | WAP 2.0/xHTML/Full HTML |
| Электронная почта                       | Да |
| Музыкальный плеер                       | Да |
| Радио                                   | Стерео FM |
| Видеоплеер                              | Да |
| Полифонические мелодии                  | Да, 64 аккорда |
| Рингтоны                                | Да, Mp3, NB-AMR, WB-AMR, True Tones, WAV, AAC, eAAC+, RealAudio, M4A |
| ВЧ-спикерфон                            | Да |
| Автономный режим                        | Да |
| Аккумулятор                             | Li-Ion 800MAh (BL-5BT) |
| Зарядное устройство                     | 2 мм разъем |
| Время работы в режиме разговора         | 4 часа |
| Время работы в режиме ожидания          | 8,5 дней (200 часов) |
| Вес                                     | 123 грамма |
| Размеры                                 | 95x52x20 миллиметров |
| Доступность                             | В наличии |
| Прочее                                  | Flash Lite 1.1, полный HTML браузер, OMA Digital Rights Management для использования с сервисами загрузки музыки по подписке, Text-To-Speech, Voice Recognition, предварительная загрузка дополнительных приложений AT&T |

## Отзывы
CNet поставил ему оценку 3/5, понравились качество звонков и дисплей, но не понравились время автономной работы и камера. Mobile Tech Review поставил ему 4/5. PCMag дал ему 2,5/5 с аналогичными похвалами и критикой..

### Внешние ссылки
- Официальная страница продукта Nokia N75  (недоступная ссылка)
- Технические характеристики Nokia
- Обзор N75